# Теодозіо III
Теодозіо III Сліпий (груз. თეოდოს თვალდამწვარი; д/н — 980) — 13-й цар Абхазії у 975—978 роках. Відомий також як Теодозіо Сумний.

## Життєпис
Походив з династії Леонідів (Анчабадзе). Четвертий син абхазького царя Георгія II. Замолоду був відправлений до Константинополя на навчання. Повернувся до Абхазії 967 року.
Невдовзі після сходження на трон брата Деметре III за підтримки месхетинської й частково картлійської знаті повстав. Втім доволі швидко зазнав поразки. Теодозіо втік до Картлі, звідки перебрався під захист Давида III, царя Тао-Кларджеті.
За посередництва православного католікоса замирився з братом. Але згодом той наказав засліпити Теодозіо, звинувативши того у змові. Наскільки Теодозіо планував заколот невідомо. Це спричинило нове повстання, яке Деметре III придушив. Після смерті останнього 975 року Теодозіо зійшов на трон.
Проте через став здоров'я фактично не керував. Державу охопила феодальна анархія. Становище погіршували постійні напади кахетинців на Картлі. Зрештою Йоване Марушидзе, намісник Картлі, повстав, звернувшись до Давида III, царя Тао-Кларджеті. 978 року спільно вони повалили Теодозіо III, поставивши на трон Абхазії його небожа Баграта III.
Сам колишній абхазький цар став ченцем в монастирі й помер 980 року.